# Aetos (motorfietsmerk)
Aetos is een historisch Italiaans motorfietsmerk.
De firmanaam was: Ditta Motocicli Pozzi, Torino.
Er werden (in 1913 en 1914) slechts weinig Aetos-motorfietsen gebouwd. De Aetos had een 3½pk-, 492cc-V-twinmotor, riemaandrijving en een Hutemberg-magneetontsteking. De productie moest worden beëindigd toen de Eerste Wereldoorlog uitbrak en werd daarna niet meer opgestart.